# Alberto Rivera Pizarro
Pour les articles homonymes, voir Pizarro.
Alberto Rivera Pizarro dit Rivera est un joueur de football né le 19 février 1978 à Puertollano (Espagne).

## Carrière
Rivera a commencé sa carrière à 17 ans en équipe première du Real Madrid où il marqua pour sa première apparition. Il fit alors plusieurs saisons pour les équipes C et B du Real Madrid.
En 1999, il joue un an pour CD Numancia puis revient au Real Madrid.
En janvier 2002, il est prêté six mois à l'Olympique de Marseille où il joue tout de même 12 rencontres. Il est alors transféré au Levante UD pour trois saisons.
À l'été 2005, il est transféré pour 3,4 millions d'euros au Betis Séville.
En juin 2009, il signe à Real Sporting de Gijon.

## Palmarès
- Real Madrid
  - Vainqueur du Championnat d'Espagne : 2001
- Levante UD
  - Vainqueur de la Liga Adelante : 2004